# Ewerton da Silva Pereira
Ewerton da Silva Pereira (São Paulo, 1 de diciembre de 1992) es un futbolista brasileño que juega como centrocampista en el F. C. Penafiel de la Segunda División de Portugal.

## Trayectoria

### Clubes
| Club                        | País     | Año       |
| --------------------------- | -------- | --------- |
| Fluminense F. C.            | Brasil   | 2012-2013 |
| América de Natal (cedido)   | Brasil   | 2012-2013 |
| Desportivo Brasil           | Brasil   | 2013-2014 |
| Paulista F. C.              | Brasil   | 2014      |
| Madureira E. C.             | Portugal | 2014      |
| Portimonense S. C.          | Portugal | 2014-2018 |
| F. C. Porto                 | Portugal | 2018-     |
| Portimonense S. C. (cedido) | Portugal | 2018      |
| Urawa Red Diamonds (cedido) | Japón    | 2019-2020 |
| Portimonense S. C. (cedido) | Portugal | 2021      |
| Portimonense S. C.          | Portugal | 2021-2024 |
| Vegalta Sendai (cedido)     | Japón    | 2023      |
| Hanoi F. C.                 | Vietnam  | 2024      |
| F. C. Penafiel              | Portugal | 2024-     |